# UCI Oceania Tour
L'UCI Oceania Tour è un insieme di competizioni di ciclismo su strada che si svolgono in Oceania. Fa parte dei circuiti continentali di ciclismo ed è svolto generalmente da ottobre a gennaio. Dalle classifiche dei singoli eventi derivano quattro classifiche generali, una individuale, una per squadra e due per nazione.

## Albo d'oro
Aggiornato all'edizione 2023.
| Anno | Classifica individuale | Classifica a squadre                    | Classifica per nazioni | Cl. per nazioni U23 |
| ---- | ---------------------- | --------------------------------------- | ---------------------- | ------------------- |
| 2005 | Robert McLachlan       | MG XPower-Bigpond                       | Australia              | non assegnato       |
| 2006 | Gordon McCauley        | Successfulliving.com                    | Australia              | non assegnato       |
| 2007 | Robert McLachlan       | Drapac-Porsche Development Program      | Australia              | Australia           |
| 2008 | Hayden Roulston        | Southaustralia.com-AIS                  | Australia              | Australia           |
| 2009 | Peter McDonald         | Drapac Porsche                          | Australia              | Australia           |
| 2010 | Michael Matthews       | Team Jayco-Skins                        | Australia              | Australia           |
| 2011 | Richard Lang           | Team Jayco-Skins                        | Australia              | Australia           |
| 2012 | Paul Odlin             | Team Jayco-AIS                          | Australia              | Australia           |
| 2013 | Damien Howson          | Huon Salmon-Genesys Wealth Advisers     | Australia              | Australia           |
| 2014 | Robert Power           | Avanti Racing                           | Australia              | Australia           |
| 2015 | Taylor Gunman          | Avanti Racing Team                      | Nuova Zelanda          | Australia           |
| 2016 | Sean Lake              | Avanti IsoWhey Sport                    | Australia              | Australia           |
| 2017 | Lucas Hamilton         | Mitchelton Scott                        | Australia              | Australia           |
| 2018 | Chris Harper           | Bennelong-SwissWellness                 | Australia              | Australia           |
| 2019 | Caleb Ewan             | Team BridgeLane                         | Australia              | Australia           |
| 2020 | Richie Porte           | St George Continental Cycling Team      | Australia              | Australia           |
| 2021 | Richie Porte           | Black Spoke Pro Cycling                 | Australia              | Nuova Zelanda       |
| 2022 | Michael Matthews       | Bolton Equities Black Spoke Pro Cycling | Australia              | Australia           |
| 2023 |                        |                                         |                        |                     |